# French Affair
French Affair ist eine französisch-deutsche Pop-Gruppe, deren größter Hit die 2000 erschienene Single My Heart Goes Boom (La Di Da Da) war.

## Biografie
Sängerin Barbara Alcindor (* Januar 1974) wuchs in Paris auf und zog später nach London. Bald darauf traf sie die Dreyer-Brüder (Torsten & Karsten Dreyer), ihr späteres Produzentenduo.
Das Debütalbum Desire, aus dem später die Single Do What You Like ausgekoppelt wurde, erreichte u. a. Platz 67 in Deutschland.
Es folgten weitere Singleveröffentlichungen wie Sexy (2001) und Comme ci, comme ça (2004). Mittlerweile mit einer neuen Sängerin Aimee wurde im Januar 2006 die Single Symphonie d’amour veröffentlicht, der bald ein Album in französischer Sprache folgte, das Rendezvous hieß.
Im Juli 2008 wurde das Album La belle époque veröffentlicht, auf dem sich die Singles Sexy, I Like That, Comme ci, comme ça und Ring Ding Dong sowie bisher unveröffentlichte Tracks aus der Zusammenarbeit mit Alcindor befindet.
Alcindor selbst hat in der Zwischenzeit ihre Stimme dem Dance-Projekt Proper Filthy Naughty zur Verfügung gestellt und erzielte mit dem Lied Fascination zumindest in Lateinamerika beachtliche Erfolge. Zudem ist ihre Stimme auch auf King Rocs’ Album Chapters in dem Song Beautiful but Weird zu hören.

## Diskografie

### Alben
| Jahr | Titel        | Höchstplatzierung, Gesamtwochen, AuszeichnungChartplatzierungen (Jahr, Titel, Platzierungen, Wochen, Auszeichnungen, Anmerkungen) | Höchstplatzierung, Gesamtwochen, AuszeichnungChartplatzierungen (Jahr, Titel, Platzierungen, Wochen, Auszeichnungen, Anmerkungen) | Höchstplatzierung, Gesamtwochen, AuszeichnungChartplatzierungen (Jahr, Titel, Platzierungen, Wochen, Auszeichnungen, Anmerkungen) | Anmerkungen                         |
| Jahr | Titel        | DE | AT | CH | Anmerkungen                         |
| ---- | ------------ | --- | --- | --- | ----------------------------------- |
| 2000 | Desire       | DE67 (3 Wo.)DE | AT33 (2 Wo.)AT | CH21 (7 Wo.)CH | Erstveröffentlichung: 29. Mai 2000  |
| 2006 | Rendezvous   | — | — | — | Erstveröffentlichung: 2006          |
| 2008 | Belle Epoque | — | — | — | Erstveröffentlichung: 18. Juli 2008 |

### Singles
| Jahr | Titel Album                             | Höchstplatzierung, Gesamtwochen, AuszeichnungChartplatzierungen (Jahr, Titel, Album, Platzierungen, Wochen, Auszeichnungen, Anmerkungen) | Höchstplatzierung, Gesamtwochen, AuszeichnungChartplatzierungen (Jahr, Titel, Album, Platzierungen, Wochen, Auszeichnungen, Anmerkungen) | Höchstplatzierung, Gesamtwochen, AuszeichnungChartplatzierungen (Jahr, Titel, Album, Platzierungen, Wochen, Auszeichnungen, Anmerkungen) | Höchstplatzierung, Gesamtwochen, AuszeichnungChartplatzierungen (Jahr, Titel, Album, Platzierungen, Wochen, Auszeichnungen, Anmerkungen) | Höchstplatzierung, Gesamtwochen, AuszeichnungChartplatzierungen (Jahr, Titel, Album, Platzierungen, Wochen, Auszeichnungen, Anmerkungen) | Anmerkungen                              |
| Jahr | Titel Album                             | DE | AT | CH | UK | FR | Anmerkungen                              |
| ---- | --------------------------------------- | --- | --- | --- | --- | --- | ---------------------------------------- |
| 2000 | My Heart Goes Boom (La Di Da Da) Desire | DE1 Gold · (17 Wo.)DE | AT1 Gold · (15 Wo.)AT | CH3 (32 Wo.)CH | UK44 (3 Wo.)UK | FR4 Gold · (30 Wo.)FR | Erstveröffentlichung: 10. Januar 2000    |
| 2000 | Do What You Like Desire                 | DE24 (11 Wo.)DE | AT11 (12 Wo.)AT | CH29 (12 Wo.)CH | — | — | Erstveröffentlichung: 2000               |
| 2000 | Poison Desire                           | DE77 (1 Wo.)DE | — | — | — | — | Erstveröffentlichung: 2000               |
| 2001 | Sexy –                                  | DE38 (9 Wo.)DE | AT21 (11 Wo.)AT | CH84 (7 Wo.)CH | — | — | Erstveröffentlichung: 24. September 2001 |
| 2003 | Comme ci comme ça –                     | DE30 (6 Wo.)DE | AT45 (7 Wo.)AT | CH100 (1 Wo.)CH | — | — | Erstveröffentlichung: 10. Juni 2003      |
| 2006 | Symphonie d’amour Rendezvous            | DE82 (2 Wo.)DE | — | — | — | — | Erstveröffentlichung: 2006               |

Weitere Singles
- 2000: I Want Your Love
- 2002: I Like That
- 2003: Ring Ding Dong
- 2008: Into The Groove
- 2009: My Heart Goes Boom (Reloaded)
- 2009: Do What You Like (Reloaded)
- 2010: My Heart Goes Boom (The US Remixes)